# Бежкович Афанасій Семенович
Бежко́вич Афанасій Семенович (*13 грудня 1892, станиця Нововеличковська — †15 квітня 1977, місто Ленінград) — етнограф, музеєзнавець. Репресований 1933 року, звільнений 1936 року, реабілітований 1956 року.

## Біографія
Афанасій Семенович народився у станиці Нововеличковська Єкатеринодарської губернії. Учасник Першої світової війни (1914—1918). Закінчив Ленінградський державний університет 1928 року. З 1926 року працював у Комісії з вивчення племінного складу населення СРСР та суміжних країн Академії наук СРСР (Ленінград), з 1927 року — у Раді з вивчення виробничих сил при Академії наук СРСР (Ленінград), з 1930 року — у Башкирському науково-дослідницькому інституті (Уфа), 1931 року — науковим співробітником Інституту народів Півночі (Ленінград) та Інституту економіки і організації соціального землеробства (Ленінград). З 1937 року працював в музеях міст Ташкента та Намангана, у 1948—1960 роках — науковим співробітником, завідувачем відділу Державного музею етнографії народів СРСР (Ленінград).

## Наукова робота
У 1928-1930 роках брав участь в Башкирській комплексній експедиції Академії наук СРСР, тваринницько-полезнавчих загонах. У Белебеївському, Бірському, Стерлітамацькому, Тамьян-Катайському та Уфимському кантонах Башкирської АРСР вивчав особливості землеробства та скотарства, розвиток тваринництва, землеробські знаряддя праці, культи, народні знання і прикмети башкирів, білорусів, латишів, марійців, українців, росіян, татар, чувашів, естонців про погоду, очікувану врожайність тощо.
Бежкович дав аналіз систем землеробства, що застосовувались на території Башкортостану. Автор понад 25 наукових робіт. Частина матеріалів, зібраних Бежковичем у експедиціях (фотографія та рукописи), викуплені Інститутом історії, мови і літератури Уфимського наукового центру Російської академії наук.

### Наукові праці
- Сабантуй // Вокруг света. 1930. № 13
- Этнические особенности земледелия у народов Башкирии (XIX — начало XX в.) // Археология и этнография Башкирии. Том 5. Уфа, 1973